# امیکرون۱ شکارچی
امیکرون۱ شکارچی (انگلیسی: Omicron1 Orionis) یک ستاره دوتایی در گوشه شمال شرقی صورت فلکی شکارچی است. این ستاره با چشم غیرمسلح با قدر ظاهری ۴.۷ قابل مشاهده است. بر اساس یک جابجایی اختلاف منظر سالانه ۰.۷۱±۵.۰۱ ماس، تقریباً در فاصله ۶۵۰ سال نوری از خورشید قرار دارد
.